# Прохоров, Семён Маркович
Семён Ма́ркович Про́хоров (30 января [11 февраля] 1873, Малоярославец — 23 июля 1948, Харьков) — русский и украинский советский живописец и педагог. Заслуженный деятель искусств УССР (1941).

## Биография
Родился в семье ткачей. Частным образом учился у художника-реставратора. В 1895—1898 годах служил в армии. В 1898 году получил звание народного учителя.
Окончил в 1904 году Московское училище живописи, ваяния и зодчества, в 1909 — Высшее художественное училище при Императорской Академии художеств (у Ильи Репина и П. П. Чистякова). Получил звание художника (30.10.1909) за картину «Тревога».В 1910 году учился в Италии. Во время поездки на Кипр написал портрет М. Горького.
В 1910—1913 годах жил в Томске, по рекомендации И. Е. Репина был допущен к руководству классами рисования и живописи Томского общества любителей художеств. Преподавал в Томском учительском институте.
С 1913 года жил в Харькове. Преподавал в Харьковском художественном училище (1913—1914).
Участник Первой мировой войны, мобилизован в 1914 году, прапорщик, участвует в боях под Варшавой и Двинском. В 1916 попадает в германский плен. В 1918 году возвращается с фронта и возобновляет работу в Харьковском художественном училище, затем — в Харьковском художественном институте (1922—1948, с 1936 — профессор), где среди его известных учеников — Виктор Савин.
15 июня 1944 года, к 100-летию со дня рождения Ильи Ефимовича Репина, основал Харьковскую художественную школу № 1 им. И. Е. Репина.
Среди его учеников выделяются обучавшиеся им ещё в Томске М. М. Черемных и Н. Г. Котов, а также Инна Городецкая и Виктор Савенков, А. М. Довгаль (в Харькове).

## Произведения
Прохоров - один из лучших изобразителей детей. Мир детства он каждый раз трактовал по-разному: настороженная задумчивость "Девочки с куклой" (1929) передаётся соединением ярко-красных пятен ленточки в косичках с приглушенно-коричневыми тонами одежды. А вот удачное сочетание бело-красных и зелёно-синих цветов убедительно показывают жизнерадостность "Пионерки, освещённой солнцем" (1928). Поэзией весёлого детства наполнена картина "Возле моря". Близко, однако, художнику и быстрое этюдное изображение, основным заданием которого является отображение индивидуальных особенностей натуры, её настроения и состояния в момент создания картины.
Среди известных работ есть и следующие:
- «Зимний этюд» (1905) — Томский областной художественный музей.
- «Осенний ковер» (1906).
- «На берегу озера» (1907) — Томский областной художественный музей.
- «Иоанн Грозный. Этюд головы» (1907) — Томский областной художественный музей.
- «Больной ребёнок» (1909).
- «Портрет Максима Горького» (1910).
- «Портрет М. Ф. Андреевой»
- «Портрет И. Л. Фуксмана»
- «От утрени»
- «Опричники»
- «Из прошлого»
- «Я нездорова»
- «Сказочник»
- «Девочка в цветах» (1911).
- «Портрет Г. Н. Потанина на реке Катуни» (1911) — Научная библиотека ТГУ.
- «Портрет В. А. Федоровой» (1912) — Томский областной художественный музей.
- Цикл «В колонии» (1915—1918)
- «Жницы» (1922—1923).
- «На Днепрострое» (1929).
- «Выступление С. Орджоникидзе в рабочем клубе» (1937).
- «Возвращение демобилизованного воина» (1947).